# Catubodua
Catubodua (proto-celtico: * Katu-bodwā, "corvo da battaglia") è il nome di una supposta divinità celtica della guerra. Il nome è dedotto da una singola iscrizione rinvenuta a Mieussy, in Alta Savoia, Francia, che in realtà recita "ATHVBODVAE AVG SERVILIA TERENTIA S L M". La restituzione del testo come Catubodua dipende dal presupposto che una C iniziale sia andata perduta e che i nomi personali ATEBODVAE, ATEBODVVS e ATEBODVI rinvenuti in altre tre iscrizioni nell'Austria e nella Slovenia moderne non siano correlati.
Catubodua sembra essere identica alla dea irlandese Badb Catha; sotto questa identificazione, Badb Catha era la dea che avrebbe previsto il destino dei guerrieri prima della battaglia. Nicole Jufer e Thierry Luginbühl collegano provvisoriamente Catubodua con altre divinità femminili della guerra attestate altrove, come Boudina, Bodua e Boudiga, i cui nomi condividono radici che significano "combattimento" o "vittoria". Questa divinità sarebbe quindi paragonabile alla dea romana Vittoria e alla dea greca Nike, e forse alla dea norrena Sigyn.

## Leggenda
Il collegamento tra il corvo e la guerra è frequente nella mitologia celtica. Una storia delle guerre romane contro i Galli del IV secolo a.C., registrata da Tito Livio, Aulo Gellio e Dionisio di Alicarnasso, può contenere un riferimento a ciò. Secondo la leggenda, un soldato romano, Marco Valerio, accettò una sfida al combattimento singolo con un campione gallico. Quando iniziò il combattimento, un corvo atterrò sull'elmo di Valerio e iniziò ad attaccare il gallo, che, terrorizzato da questo intervento divino, fu facilmente sconfitto. Valerio adottò quindi il cognomen "Corvus" (corvo), e come Marco Valerio Corvo divenne un famoso generale e politico della Repubblica Romana.